# Speedway-Bundesliga
Die Speedway-Bundesliga ist die höchste deutsche Liga im Speedwaysport. Sie besteht derzeit aus fünf Mannschaften. Als Unterbau gibt es noch eine 2. Bundesliga.

## Modus
An einem Renntag treten jeweils zwei Mannschaften gegeneinander an. Ähnlich den Modi anderer Mannschaftssportarten tritt nun also ein Team mit Heimrecht gegen einen Gast an. Jede der fünf Mannschaften fährt einen Renntag gegen jede andere, wobei jede Mannschaft zwei Heim- und zwei Auswärtsveranstaltungen bestreitet. Gegen wen man Heimrecht hat, wird vor der Saison ausgelost. Bis 2008 gab es einen anderen Modus, bei dem sich vier Mannschaften an einem Renntag gegenüberstanden.
Ein Renntag an sich läuft folgendermaßen ab: Die Kader der Mannschaften dürfen maximal 13 Fahrer umfassen. Aus den Kadern der Mannschaften werden vor Beginn der Rennen fünf Fahrer für die Veranstaltung nominiert. Dabei dürfen maximal zwei Fahrer ohne deutschen Pass an den Start gehen. Zusätzlich muss mindestens ein deutscher U-21-Juniorenfahrer zum Einsatz kommen. Vor der Saison wurden die für den Kader gemeldeten Rennfahrer als A-, B- oder C-Fahrer deklariert. In dem Fünferteam für einen Renntag dürfen nun aber maximal zwei Fahrer jeder Gruppe an den Start gehen. Das heißt, es dürfen z. B. zwei A-Fahrer, zwei B-Fahrer und ein C-Fahrer nominiert werden, solange maximal zwei Ausländer und mindestens ein U-21-Fahrer starten, nicht aber drei A-Fahrer, ein B-Fahrer und ein C-Fahrer. Fahrer die als permanente Fahrer an den Grand-Prix zur Speedway-Einzel-Weltmeisterschaft teilnehmen dürfen nicht in der Bundesliga starten. Dadurch wird eine größere Chancengleichheit erreicht, da sich finanzschwache Clubs solche Fahrer nicht leisten können. Außerdem muss somit bei der Terminplanung der Bundesliga keine Rücksicht auf den Speedway Grand-Prix genommen werden.
Pro Renntag werden 14 Rennläufe, sogenannte Heats, absolviert. In einem Heat treten vier Fahrer an, zwei der Heim- und zwei der Gastmannschaft. So ist gewährleistet, dass jeder Fahrer mindestens einmal mit jedem seiner Teamkollegen in einem Lauf fährt. Wie im Speedwaysport üblich gibt es für den Gewinner drei Laufpunkte, für den zweiten zwei Laufpunkte und für den dritten ein Laufpunkt. Der Letzte eines Rennens geht leer aus. Somit kann ein Team pro Heat maximal 5:1 Laufpunkte erreichen (Platz eins und zwei für die Fahrer).
Sind alle 14 Heats abgeschlossen werden die Laufpunkte der Teams addiert. Es können höchsten 70:14 Laufpunkte pro Renntag erreicht werden. Dies ist dann der Fall, wenn in jedem Heat die Fahrer einer Mannschaft Platz eins und zwei belegen. Wer in der Summe mehr Laufpunkte hat, ist der Sieger des Renntages und erhält drei sogenannte Matchpunkte. Der Verlierer erhält einen Matchpunkt. Steht es nach Addition der Laufpunkte unentschieden, gibt es einen 15 Lauf, das Stechen, bei dem pro Team ein Fahrer teilnimmt.

### Ermittlung des Deutschen Meisters
Hat jede Mannschaft ihre vier Renntage absolviert, steht die Abschlusstabelle der Bundesliga-Vorrunde fest. Wer am meisten Matchpunkte hat, steht auf Platz eins. Bei Punktgleichheit zählt das Verhältnis der Laufpunkte. Die Siegermannschaft der Vorrunde und die zweitplatzierte Mannschaft tragen dann das Finale um die Deutsche Meisterschaft aus. Das Finale an sich läuft wie ein ganz normaler Renntag ab. Heimrecht hat die erstplatzierte Mannschaft der Vorrunde.

### Besonderheiten an einem Renntag
Um die Überlegenheit eines Teams an einem Renntag zu verhindern, wurden einige Besonderheiten eingeführt. Liegt ein Team mit acht oder mehr Laufpunkten zurück, kann das unterlegene Team den „Joker“ einsetzen. Dabei verdoppeln sich die Laufpunkte des ausgewählten Fahrers, des Jokers, in einem Heat. Der Joker kann nur einmal pro Renntag eingesetzt werden.
Bei sechs oder mehr Punkten Rückstand kann das unterlegene Team die „taktische Reserve“ einsetzen. Dabei wird in einem Heat ein Fahrer gegen einen anderen nominierten Fahrer ausgetauscht. Jeder Fahrer kann pro Renntag einmal der taktische Reservist sein.

## Geschichte
1971 wurde aufgrund der Initiative einiger Einzelpersonen eine Städtekampf-Serie mit nur vier Clubs durchgeführt:
- MSC Ruhpolding
- MSC Olching
- MSC Hansa Bremen
- MSC Rodenbach

Ein Jahr später veranstaltete man bereits eine komplette Liga, die aber noch nicht den Segen der Obersten Motorsport-Kommission (OMK) hatte. Das erste offizielle Bundesliga-Jahr war 1973. Die 2. Bundesliga wurde dann 1978 eingeführt, war aber vorerst nur Juniorenfahrern vorbehalten.

## Platzierungen
| Saison | 1. Platz                                        | 2. Platz                                        | 3. Platz                                        |
| ------ | ----------------------------------------------- | ----------------------------------------------- | ----------------------------------------------- |
| 1973   | Team 70 Neumünster                              | MSC Olching                                     | MSC Cloppenburg                                 |
| 1974   | MSC Bopfingen                                   | MSC Ruhpolding                                  | Team 70 Neumünster                              |
| 1975   | MSC Krumbach                                    | MSC Bopfingen                                   | Team 70 Brokstedt                               |
| 1976   | MSC Krumbach                                    | Team 70 Brokstedt                               | AC Landshut                                     |
| 1977   | AC Landshut                                     | Team 70 Brokstedt                               | MSC Bopfingen                                   |
| 1978   | AC Landshut                                     | MSC Bopfingen                                   | MSC Krumbach                                    |
| 1979   | AC Landshut                                     | MSC Olching                                     | MSC Bopfingen                                   |
| 1980   | Team 70 Brokstedt                               | AC Landshut                                     | MSC Olching                                     |
| 1981   | Team 70 Brokstedt                               | AC Landshut                                     | MSC Olching                                     |
| 1982   | AC Landshut                                     | MSC Ruhpolding                                  | MSC Pocking                                     |
| 1983   | MSC Krumbach                                    | AC Landshut                                     | MSC Bopfingen                                   |
| 1984   | AC Landshut                                     | MSC Krumbach                                    | MSC Diedenbergen                                |
| 1985   | MSC Diedenbergen                                | MSC Neustadt                                    | MSC Krumbach                                    |
| 1986   | AC Landshut                                     | MSC Neustadt                                    | MSC Brokstedt                                   |
| 1987   | MSC Diedenbergen                                | MSC Brokstedt                                   | MSC Pocking                                     |
| 1988   | MSC Diedenbergen                                | AC Landshut                                     | MSC Brokstedt                                   |
| 1989   | AC Landshut                                     | MSC Diedenbergen                                | MSC Brokstedt                                   |
| 1990   | MSC Diedenbergen                                | AC Landshut                                     | MSC Brokstedt                                   |
| 1991   | AC Landshut                                     | MSC Diedenbergen                                | MSC Brokstedt                                   |
| 1992   | MSC Olching                                     | AC Landshut                                     | MSC Brokstedt                                   |
| 1993   | AC Landshut                                     | MSC Brokstedt                                   | MSC Olching                                     |
| 1994   | MSC Diedenbergen                                | SC Neuenknick                                   | MSC Brokstedt                                   |
| 1995   | MSC Diedenbergen                                | SC Neuenknick                                   | MSC Brokstedt                                   |
| 1996   | MSC Diedenbergen                                | SC Neuenknick                                   | MSC Brokstedt                                   |
| 1997   | MSC Brokstedt                                   | MSC Diedenbergen                                | MC Güstrow                                      |
| 1998   | MSC Diedenbergen                                | MSC Brokstedt                                   | AC Landshut                                     |
| 1999   | AC Landshut                                     | MSC Diedenbergen                                | MSC Brokstedt                                   |
| 2000   | AC Landshut                                     | MSC Brokstedt                                   | MSC Diedenbergen                                |
| 2001   | MSC Diedenbergen                                | AC Landshut                                     | MSC Brokstedt                                   |
| 2002   | MC Güstrow                                      | MSC Olching                                     | MSC Brokstedt                                   |
| 2003   | MC Güstrow                                      | MSC Brokstedt                                   | MSC Diedenbergen                                |
| 2004   | RG Parchim/Wolfslake                            | MC Güstrow                                      | MSC Olching                                     |
| 2005   | MSC Diedenbergen                                | MC Bergring Teterow                             | MSC Brokstedt                                   |
| 2006   | MSC Olching                                     | MSC Diedenbergen                                | SC Neuenknick                                   |
| 2007   | MSC Olching                                     | MC Güstrow                                      | AC Landshut                                     |
| 2008   | MSC Olching                                     | MSC Diedenbergen                                | ST Wolfslake                                    |
| 2009   | AC Landshut                                     | ST Wolfslake                                    | MSC Diedenbergen                                |
| 2010   | AC Landshut                                     | MC Güstrow                                      | ST Wolfslake                                    |
| 2011   | AC Landshut                                     | ST Wolfslake                                    | SC Brokstedt                                    |
| 2012   | AC Landshut                                     | MC Nordstern Stralsund                          | St Wolfslake                                    |
| 2013   | AC Landshut                                     | ST Wolfslake                                    | Nordsterne Stralsund                            |
| 2014   | MSC Brokstedt                                   | AC Landshut                                     | ST Wolfslake                                    |
| 2015   | Nordsterne Stralsund                            | AC Landshut                                     | MSC Brokstedt                                   |
| 2016   | AC Landshut                                     | MSC Brokstedt                                   | MC Nordstern Stralsund                          |
| 2017   | AC Landshut                                     | MSC Brokstedt                                   | MSC Wittstock                                   |
| 2018   | AC Landshut                                     | MSC Wölfe Wittstock                             | MSC Brokstedt                                   |
| 2019   | MSC Brokstedt                                   | AC Landshut                                     | MSC Wölfe Wittstock                             |
| 2020   | keine Austragung aufgrund der COVID-19-Pandemie | keine Austragung aufgrund der COVID-19-Pandemie | keine Austragung aufgrund der COVID-19-Pandemie |
| 2021   | MSC Brokstedt                                   | AC Landshut                                     | MC Güstrow                                      |
| 2022   | MC Nordstern Stralsund                          | MSC Olching                                     | MSC Brokstedt                                   |
| 2023   | MC Güstrow                                      | MSC Olching                                     | MC Nordstern Stralsund                          |

## Speedway Team Cup (2. Speedway-Bundesliga)
Der Speedway Team Cup ist die Nachwuchsliga in Deutschland. Sie wurde 2012 ins Leben gerufen. Im Gegensatz zur 1. Bundesliga treten an jedem Renntag 4 Mannschaften gegeneinander an. Dies bedeutet, dass bei jedem Rennen je ein Fahrer von jedem Team an den Start fährt. Ein weiterer Unterschied zur 1. Bundesliga ist, dass für jede Mannschaft ein 250-cm³-Fahrer fährt. An jedem Renntag fahren diese vier 250-cm³-Fahrer vier Rennen gegeneinander.